# توشیهیتو ایتو
توشیهیتو ایتو (انگلیسی: Toshihito Ito; ۱۶ فوریهٔ ۱۹۶۲ – ۲۴ مهٔ ۲۰۰۲) بازیگر اهل ژاپن بود. وی بین سال‌های ۱۹۸۹ تا ۲۰۰۲ میلادی فعالیت می‌کرد.